# Langersvaldski potok
Lángersváldski pôtok (tudi Krajnica) je potok in desni pritok Velke z osrednjega Pohorja. Izvira v gozdu na severozahodni strani slemena Planinka–Fakov kogel in teče po globoki in ozki grapi proti severu. Zgornji del porečja je v magmatskih (granodiorit) in metamorfnih kamninah (diaftorit) ter zelo strm. Na nadmorski višini ok. 650 m priteče v nekoliko bolj odprt svet Ribniško-Lovrenškega podolja, ki je v miocenskih peščenjakih in peščenem laporju. Tu se ob potoku pojavi ožja naplavna ravnica, a je prav tako večinoma pod gozdom in neposeljena.
Potok je dobil ime po nekdanji glažuti Langerswald v ozki grapi ob zgornjem toku. Glažuto je ok. leta 1790 ustanovil Anton Langer, v pisnih virih se prvič omenja leta 1808. Po njegovi smrti (1815) jo je prevzel Raimund Karel Novak in jo leta 1827 prodal Benediktu Vivatu, ki jo je opustil leta 1864. Bila je zelo znana in cenjena po kvalitetnih izdelkih, leta 1857 je zaposlovala kar 150 ljudi.
Dolina je v celoti pod gozdom in neposeljena, zgornji del porečja je v varstvenem območju Natura 2000 Pohorje.